# Маринешты (Сынжерейский район)
Маринешты (рум. Mărineşti, Мэринешть) — село в Сынжерейском районе Молдавии. Наряду с селом Новые Сынджереи входит в состав коммуны Новые Сынджереи.

## География
Село расположено на высоте 181 метров над уровнем моря.

## Население
По данным переписи населения 2004 года, в селе Мэринешть проживает 1501 человек (774 мужчины, 727 женщин).
Этнический состав села:
| Национальность | Число жителей | Процентный состав |
| -------------- | ------------- | ----------------- |
| молдаване      | 1298          | 86.48             |
| украинцы       | 184           | 12.26             |
| русские        | 8             | 0.53              |
| румыны         | 8             | 0.53              |
| гагаузы        | 1             | 0.07              |
| прочие         | 2             | 0.13              |
| Всего          | 1501          | 100%              |